# Susan Dougan
Susan Dilys Dougan (de soltera Ryan; Colonaire, 3 de marzo de 1955) es una educadora y política sanvicentina, que se desempeña como Gobernadora General de San Vicente y las Granadinas desde agosto de 2019, siendo la primera mujer en el cargo.

## Biografía
Nació en marzo de 1955 en Colonarie, isla de San Vicente.
Realizó sus estudios universitarios en el Reino Unido, graduándose de licenciada en química en la Universidad de Londres y realizando una maestría en currículo y evaluación en la Universidad de Southampton.
Desarrolló su carrera como maestra, llegando a dirigir la escuela de niñas de San Vicente. En su carrera como funcionaria pública fue directora de Educación del gobierno del primer ministro Ralph Gonsalves, secretaria del Gabinete y vicegobernadora general. También cumplió funciones para la Organización de Estados Americanos. En agosto de 2019 fue juramentada como Gobernadora General de San Vicente y las Granadinas, sucediendo a Frederick Ballantyne, siendo la primera mujer en el cargo.
En 2010 fue nombrada oficial de la Orden del Imperio Británico y en enero de 2020 fue condecorada Dama Gran Cruz de la Orden de San Miguel y San Jorge.